# Resisting Enemy Interrogation
Resisting Enemy Interrogation è un documentario del 1944 diretto da Bernard Vorhaus candidato al premio Oscar al miglior documentario.